# Streblus
Streblus, rod manjeg drveća ili grmova iz porodice dudovki. Postoji 12 vrsta u tropskoj i suptropskoj Aziji, zapadnom Pacifiku i Madagaskaru.

## Vrste
1. Streblus ascendens Corner
2. Streblus asper Lour.
3. Streblus celebensis C.C.Berg
4. Streblus dimepate (Bureau) C.C.Berg
5. Streblus mitis Kurz
6. Streblus monoicus Gagnep.
7. Streblus pendulinus (Endl.) F.Muell.
8. Streblus perakensis Corner
9. Streblus sclerophyllus Corner
10. Streblus solomonensis Corner
11. Streblus taxoides (B.Heyne ex Roth) Kurz
12. Streblus vidalii T.H.Nguyên